# Dino Drpić
Dino Drpić (Zagreb, 26. maja 1981) je hrvatski odbrambeni fudbaler koji trenutno igra za Savski Marof.
Drpić je prošao Dinamovu omladinsku školu i postao standardan član prve postave. Dobrim igrama u 2007. zaslužio je poziv u reprezentaciju za prijateljsku utakmicu protiv Slovačke, 16. oktobra 2007, ali nakon toga više nije pozivan u reprezentaciju.
U januaru 2007. turski klub Bešiktaš je već potpisao ugovor s Drpićem, ali zbog toga što je u sezoni 2005/06 u zadnjoj utakmici protiv Hajduka pokazao Torcidi svoju zadnjicu, Bešiktaš je odbio Drpića, a njegov saigrač Gordon Šildenfeld je otišao u Tursku.
Bio je uključen u skandal kada je tokom transfera u Karlsrue na Maksimiru vodio ljubav sa tadašnjom suprugom Nives Celzijus.

## Spoljašnje veze
- Dino Drpić на веб-сајту  (језик: енглески)
- Drpićev profil na stranici SoccerFacts UK